# RTV Pink
RTV Pink è la principale rete televisiva privata in Serbia.

## Storia
È stata media partner dell'ambasciata a Belgrado del Sovrano Ordine di Malta per il progetto umanitario "Make a Wish to the Sovereign Order of Malta".
Vengono spesso trasmesse le novità cinematografiche, i cartoni più famosi (I Simpson, Spongebob, ecc...) e innumerevoli soap opera spagnole e sudamericane, che riscuotono grande successo nel pubblico serbo.
Oltre al canale principale, ne esistono versioni trasmesse in Bosnia-Erzegovina (Pink BH), Montenegro (Pink M), Slovenia e Macedonia del Nord.

## Lingua
Su RTV Pink i sottotitoli sono in cirillico, con parlato degli attori in madrelingua.